# Ukraine slobodienne
Pour les articles homonymes, voir Sloboda (homonymie).
Ne doit pas être confondu avec Ukraine libertaire ou Svoboda (parti politique).
L’Ukraine slobodienne ou Ukraine des slobodes (en ukrainien : Слобiдська Україна, Slobidska Oukraïna, ou Слобожанщина, Slobojanchtchyna ; en russe : Слободская Украина, Slobodskaïa Oukraïna, ou Слобожанщина, Slobojanchtchina) est une région historique sur l'actuelle frontière entre la Russie et l'Ukraine. Elle s'est développée et a prospéré aux XVIIe et XVIIIe siècles, époque où furent édifiées ses nombreuses églises de style baroque ukrainien.

## Géographie
Le territoire de l'Ukraine slobodienne correspond à l'ensemble de l'oblast de Kharkiv et à certaines parties des oblasts ukrainiens de Soumy, de Donetsk et de Louhansk, ainsi que des oblasts russes de Koursk et de Voronej.

## Histoire
Après la signature de la trêve d'Androussovo en 1667, qui reconnaît la souveraineté de l'Empire russe sur l'Ukraine de la rive gauche, le gouvernement russe encourage l'installation de colons dans la région. Ces colons, des Cosaques et des paysans, s'installent dans des slobodes (bourgades franches) exemptées d'impôts. L'ensemble forme une région semi-autonome soumise à l'autorité des régiments cosaques qui gardent la frontière contre les raids des Tatars de Crimée. Vers la fin du XVIIIe siècle, on compte 523 slobodes.
En 1765, Catherine II transforme la région en province et abolit les privilèges des slobodes. 

« Le dix huitieme Gouvernement de Ruſſie porte le nom de Charkow, & a été compoſé, en 1765, des Slobodes ou camps retranchés, qui avoient été formés par les Régimens de Coſaques, établis le long de l'Ukraine ; ces Slobodes étoient devenus de petites villes, mais dont les habitans, moitié Militaires, moitié Bourgeois, étoient mal morigénés : on y a mis ordre, en diﬅinguant dans chacune d'elles les deux états ; les ſoldats reﬅant ſoumis à leurs Officiers & prêts à marcher à leur commandement, & les ſimples habitans devant rester dans le pays, ſous l'autorité du Gouverneur. »

— Mélanges tirés d'une grande bibliothèque, tome LX (1787)
En 1835, la Slobojanchtchina est supprimée, et son territoire est partagé entre les gouvernements de Kharkov (pour la plus grande partie), de Voronej et de Koursk.